# 바이백 (스포츠)
바이백 (Buyback clause)은 스포츠 특히 프로축구에서 선수와 구단이 입단 계약을 맺을 때 선수를 양도하는 구단에서 다시 양수할 수 있는 계약을 말한다.